# Jacques Proust
Jacques Proust (Saintes, 29 de abril de 1926 - Montpellier, 19 de septiembre de 2005)  fue un profesor francés y un afamado especialista en Denis Diderot.

## Trayectoria
J. Proust, hizo la secundaria en Poitiers. Luego, estuvo en la Escuela Normal Superior, calle Ulm de París, entre 1947-1950, donde tuvo como tutor a Louis Althusser y como compañero a Michel Foucault, con el que mantuvo amistad siempre. 
En 1951, Proust dio clases en un instituto francés; al año siguiente, enseñó en el liceo francés de Viena. Tras regresar de Austria, Proust dio clase en Montpellier. Hizo la tesis de estado sobre Diderot en 1962. 
De ahí su obra maestra, que es Diderot et l'Encyclopédie, libro gigantesco en cuyo prólogo y tras los agradecimientos a Pintard, su director, y Pommier aparecen los grandes diderotianos del siglo XX: Dieckmann, Venturi, Crocker, Fellows, Wilson, Alexeiev, Lublinsky y Tchoutchmariov.
Su dedicación a Denis Diderot y a la Enciclopedia fue constante, y le abrió a un mundo de indagaciones de toda la vida (con ecos en Italia, Alemania y Japón).
Pero todo arranca de un descubrimiento: Herbert Dieckmann había encontrado a mitad de siglo XX los papeles póstumos de Denis Diderot —los Fonds Vandeul—, de los herederos de Angélique de Vandeul, hija de Diderot. Con estos fondos se inició en 1975 la nueva edición, crítica y completa de la obra diderotiana, bajo la dirección precisamente de Dieckmann, Jean Fabre y el propio Proust (ayudados por Jean Varloot). Se trata de las Œuvres complètes (Hermann), de Diderot en las que Jacques Proust tuvo un peso decisivo.

## Obras
- Diderot et l’Encyclopédie, París, A. Colin, 1962 (red. en 1967, 1982 y 1995).
- L'Encyclopédie, París, A. Colin, 1965, trad. al italiano y al japonés.
- L’Encyclopédisme dans le Bas-Languedoc au XVIIIe siècle, Montpellier, Faculté des lettres et sciences humaines de Montpellier, 1968.
- VV. AA., Análisis de Michel Foucault, Buenos Aires, Tiempo contemporáneo, 1970, coloquio presidido por Proust, pp. 148-208, con una carta amistosa de Foucault a éste (de 1968).
- Lectures de Diderot, París, A. Colin, 1974.
- Recherches nouvelles sur quelques écrivains des Lumières, dir. J. Proust, Ginebra, Droz, 1972.
- L’Objet et le texte, Ginebra, Droz, 1980.
- Interpréter Diderot aujourd’hui, con E. de Fontenay, París, Le Sycomore, 1984, pp. 9-16.
- Marges d’une utopie. Pour une lecture critique des planches de l’Encyclopédie, Cognac, Le Temps qu’il fait, 1985.
- Lectures de Jacques Proust, dir. por Muriel Brot y Sante A. Viselli, París, 2008, ISBN 978-2-84269-828-7; añade últimos inéditos de Jacques Proust, tras la recopilación de varios estudios, de los ss. XVIII y XIX, realizados a la sombra de este maestro.

### Ediciones
- Diderot, Quatre contes, edición crítica con notas y léxico, Ginebra, Droz, 1964.
- Diderot, Sur la liberté de la presse, París, Éditions sociales, 1964, edición.
- Diderot, Encyclopédie I, II, III, IV, ed. por J. Lough y J. Proust, y t. edición V-VIII de las Œuvres complètes de Diderot (DPV), París, Hermann, 1976.
- Diderot, Jacques le fataliste, t. XXIII de las Œuvres complètes de Diderot (DPV), París, Hermann, 1981, edición.
- Bougainville, Voyage autour du monde, París, Gallimard, Folio, 1982, edición.
- Diderot, Contes,  t. XII de las Œuvres complètes de Diderot (DPV), París, Hermann, 1989.
- Fonvizine, Lettres de France, CNRS-Voltaire Foundation, 1995

### Artículos sobre Diderot
- «Diderot et le XVIIIe siècle français en U.R.S.S. La grammaire russe de Diderot», Revue d’histoire littéraire de la France, 1954, pp. 320-331.
- «À propos d’un plan d’Opéra-comique de Diderot», Revue d’histoire du théâtre, 1955, pp. 1-16.
- «La documentation technique de Diderot dans l’Encyclopédie», Revue d’histoire littéraire de la France, 1957, pp. 335-352.
- «Diderot savait-il aussi le persan ?», Revue de littérature comparée, 1958, pp. 94-96
- «La bibliothèque de Diderot», Revue des sciences humaines, 1958, pp. 257-273, y 1959, pp. 179-183
- «A propos d’un fragment de lettre de Diderot», Studi Francesi, 1959, 7, pp. 88-92
- «Deux encyclopédistes hors de l’Encyclopédie, Philippe Macquer et l’abbé Jaubert», Revue d’histoire des sciences, 1959, pp. 330-336
- «L’initiation artistique de Diderot», Gazette des beaux-arts, 1960, pp. 225-232
- «Diderot et la physiognomonie», Cahiers de l’association internationale des études françaises, 13, 1961, pp. 317-329
- «Pour servir à une édition critique de la Lettre sur le commerce de la librairie», Diderot studies III, 1961, pp. 321-345
- «L’Encyclopédie dans la pensée et dans la vie de Diderot», Europe, 1963, pp. 110-117
- «Une nouvelle édition du Rêve de d’Alembert», Revue d’histoire littéraire de la France,  1963, pp. 281-287
- «Le Paradoxe du Fils naturel», Diderot Studies IV, 1963, pp. 209-220
- «Du nouveau sur... Diderot et l’Encyclopédie», L’Information historique, 1963, pp.161-168
- «La contribution de Diderot à l’Encyclopédie et les théories du droit naturel», Annales historiques de la Révolution française, 1963, pp. 257-286
- «Diderot et l’Encyclopédie», L’Information littéraire, 1963, 5, pp. 190-197
- «Variations sur un thème de l’Entretien avec d’Alembert», Revue des sciences humaines, 1963, pp. 453-470
- «Nouvelles recherches sur 'La Religieuse'», Diderot Studies VI, 1964, pp. 197-214
- «Comment fut faite la Description des Arts (de l’Encyclopédie)», Livres de France, 1964.
- «Sur le tome XIII de la Correspondance de Diderot», Revue d’histoire littéraire de la France, 1968, pp. 578-587
- «Les encyclopédistes, la Société royale des sciences et l’Université de médecine de Montpellier», Monspeliensis Hippocrates, n° 42, 1968, pp. 13-21
- «Diderot, l’Académie de Pétersbourg et le projet d’une Encyclopédie russe», Diderot Studies XII, 1969, pp. 103-140
- «Questions sur l’Encyclopédie», Revue d’histoire littéraire de la France, 1972, pp. 36-52
- «Diderot and Legal Theories of Antiquity», Eighteenth-Century Studies presented to Arthur M. Wilson, Hanover, New Hampshire, The University Press of New England, 1972, pp. 119-130
- «Diderot et la critique russe», Revue des sciences humaines, 1972, pp. 189-206
- «L’image du peuple au travail dans les planches de l’Encyclopédie», Images du peuple au XVIIIe siècle, París, A. Colin, 1973, pp. 65-85
- «Diderot et l’expérience russe: un exemple de pratique théorique au XVIIIe siècle», Studies on Voltaire and the Eighteenth Century, 1976, pp. 1777-1800
- «L’article BAS de l’Encyclopédie», Langue  et langages de Leibniz à l’Encyclopédie, ed. por M. Duchet y M. Jalley, París, 10/18, 1977, pp. 245-278
- «Glanes encyclopédiques», Studies in the French Eighteenth Century presented to John Lough, University of Durham, 1978, pp. 157-172
- «La ponctuation des textes de Diderot», Romanische Forschungen, 90-4, 1978, pp. 369-387.
- «La base sociale de l’Encyclopédie», Essais et notes sur l’Encyclopédie, ed. por F. Maria Ricci, Milán, 1979, pp. 227-239
- «Diderot et la philosophie du polyp», Revue des sciences humaines, 1981-82, 182, pp. 21-30
- «Diderot, Bougainville et les mirages de la mer du Sud», Romanistische Zeitschrift für Literaturgeschichte/Cahiers d’histoire des littératures romanes, 1984, 1-4, pp. 473-484.
- «La fable de Tahiti est-elle imputable à Bougainville?», Aufstieg und Krise der Vernunft Wien-Köln-Graz, Hermann Böhlaus, 1984, pp. 69-74
- «Le curé de Thivet et le chapelier de Langres», Bulletin de la Société historique et archéologique de Langres, número especial Diderot, 1984, pp. 71-75
- «Le Salon de 1767 et les Contes: fragments d’une poétique pratique de Diderot», Stanford French Review, 1984, pp. 257-271
- «Le protestantisme dans l’Encyclopédie», Dix-huitième siècle, n° 17, 1985, pp. 53-66
- «Diderot, ou la politique expérimentale», Du Baroque aux Lumières. Pages à la mémoire de Jeanne Carriat, Rougerie, 1986, pp. 140-144
- « L’originalité du Salon de 1767», Denis Diderot oder die Ambivalenz der Aufklärung, ed. por Dietrich Harth y Martin Raether, 1987, pp. 35-44
- «Lo spirito enciclopedico», Europa moderna. La disgregazione dell’Ancien Régime, Milán, Electa, 1987, pp. 135-141
- «Pour une lecture anthropologique des planches de l’Encyclopédie», Diderot-Le XVIIIe siècle en Europe et au Japon, Nagoya, Centre Kawaï pour la culture et la pédagogie, 1988, pp. 13-23.
- «Diderot et le système des connaissances humaines», Studies on Voltaire and the eighteenth Century, n.º 25, 1988, pp. 117-127.
- «Ces lettres ne sont pas des lettres...: à propos des Lettres à Sophie Volland», Équinoxe, Tokio, 1988, pp. 5-17.

«Diderot, Rousseau et la politique», Lumières, utopies, révolutions: espérances de la démocratie, Ginebra, Droz, 1989, pp. 65-73.
- «L’ Encyclopédie et la Révolution», Romanistische Zeitschrift für Literaturgeschichte / Cahiers d’histoire des littératures romanes, 1989, 3/4, pp. 302-320
- « Diderot et la fée Moustache», Dilemmes du roman. Essays in Honor of Georges May, ed. por C. Lafarge, Stanford French and Italian Studies, 65, Anma Libri, 1989, pp. 111-120
- «L’université et l’Encyclopédie», La Médecine à Montpellier du XIIe au XXe siècle, París, Éditions Hervas, 1990, pp. 135-141.
- «La véritable originalité de l’Encyclopédie», Bulletin de la section française, Tokyo, Université Rikkyo, 21, 1992, pp. 1-12.
- «La place de l’Encyclopédie dans la pensée européenne», Annales Benjamin Constant, 14, 1993, pp. 111-123.
- «Source et portée de la théorie de la sensibilité généralisée dans 'Le Rêve de d’Alembert'», La Quête du bonheur et l’expression de la douleur dans la littérature et la pensée françaises. Mélanges offerts à Corrado Rosso, Ginebra, Droz, 1995, pp. 431-437
- «Le carré magique de Diderot», Miscellanea in onore di Liano Petroni. Studi e ricerche sulle letterature di lingua francese, Bolonia, Cooperativa Libraria Universitaria, 1996, pp. 71-79
- «L’Encyclopédie au Japon au XVIIIe siècle», Tous les savoirs du monde. Encyclopédies et bibliothèques, de Sumer au XXIe siècle, ed. por R. Schaer, París, Flammarion/BN, 1996, pp. 411-415
- «Considérer l’encyclopédie d’Yverdon d’un œil neuf», Éclats des Lumières. Mélanges en l’honneur de Paul Sadrin, ed. por l’Association bourguignonne d’Études linguistiques et littéraires, 2001, pp. 67-80
- «Voie de passage de l’Encyclopédie vers le Japon: la Hollande», L’Encyclopédie: du réseau au livre et du livre au réseau, ed. por R. Morrissey y Ph. Roger, París, Champion, 2001, pp. 105-114
- «La place des sciences dans l’Encyclopédie», L’Encyclopédie entre Arts et Sciences, Langres, Dominique Guéniot, 2001, pp. 41-43.
- «Diderot et le Japon: première rencontre», Thématique et rêve d’un éternel globe-trotter. Mélanges offerts à Shinichi Ichikawa, ed. por S. Fujii, Y. Sumi y S. Tada, Tokio, 2003, pp. 3-11.
- «Du goût dans les arts mécaniques», L’Encyclopédie ou la création des disciplines, ed. por M. Groult, París, CNRS, 2003, pp. 119-129.
- «Sur la route des encyclopédies: Paris, Yverdon, Leeuwarden, Edo (1751-1781)», L’Encyclopédie d’Yverdon et sa résonance européenne. Contextes, contenus, continuités, ed. por J.-D. Candaux, A. Cernuschi, C. Donato y J. Häseler, Ginebra, Slatkine, 2005, pp. 443-468